# Santo Inácio do Piauí
Santo Inácio do Piauí es un municipio del estado de Piauí en la región Nordeste de Brasil.